# 붉은아로니아
붉은아로니아(학명: Aronia arbutifolia 아로니아 아르부티폴리아[*])는 장미과의 관목이다. 미국과 캐나다 등 북아메리카 지역에 분포한다.
열매는 아로니아(초크베리)의 하나로, 레드초크베리(red chokeberry)라는 영어 이름으로도 알려져 있다.